# Morgen im Riesengebirge
Morgen im Riesengebirge ist der Titel eines Gemäldes von Caspar David Friedrich aus dem Jahr 1810 oder 1811, der Zeit der Romantik in der Bildenden Kunst. Der preußische König Friedrich Wilhelm III. erwarb das Bild im Jahr 1812 von Caspar David Friedrich für sein Königliches Palais Unter den Linden in Berlin. Bis 2001 wurde das Werk als Teil der Galerie der Romantik im Knobelsdorff-Flügel im Schloss Charlottenburg gezeigt. Seitdem befindet es sich im Neuen Pavillon im Charlottenburger Schlosspark.

## Bildinhalt und Interpretation
Das in der Technik Öl auf Leinwand gemalte Bild mit dem Querformat 108 × 170 cm zeigt eine Szene aus dem Riesengebirge. Von einem leicht erhöhten Standort aus erblickt der Betrachter einen Felsgipfel mit einem Kreuz, das eine Jesusfigur trägt. Eine engelhafte Frau in weißem Kleid hat gerade die Felsspitze erklettert, hält sich mit der rechten Hand am Kreuz fest und zieht mit der linken einen schwarz gekleideten Mann hinauf. Die Morgensonne scheint von links in rötlich-orangefarbenem Licht auf die Szenerie. In den Tälern liegt noch der Morgennebel, nur die dicht hintereinander gestaffelten Bergspitzen erheben sich über dieses Nebelmeer. Doch kein Gipfel überragt die Horizontlinie, nur das Kreuz mit der Jesusfigur auf dem Felsgipfel im Vordergrund reicht in den Himmel hinein.

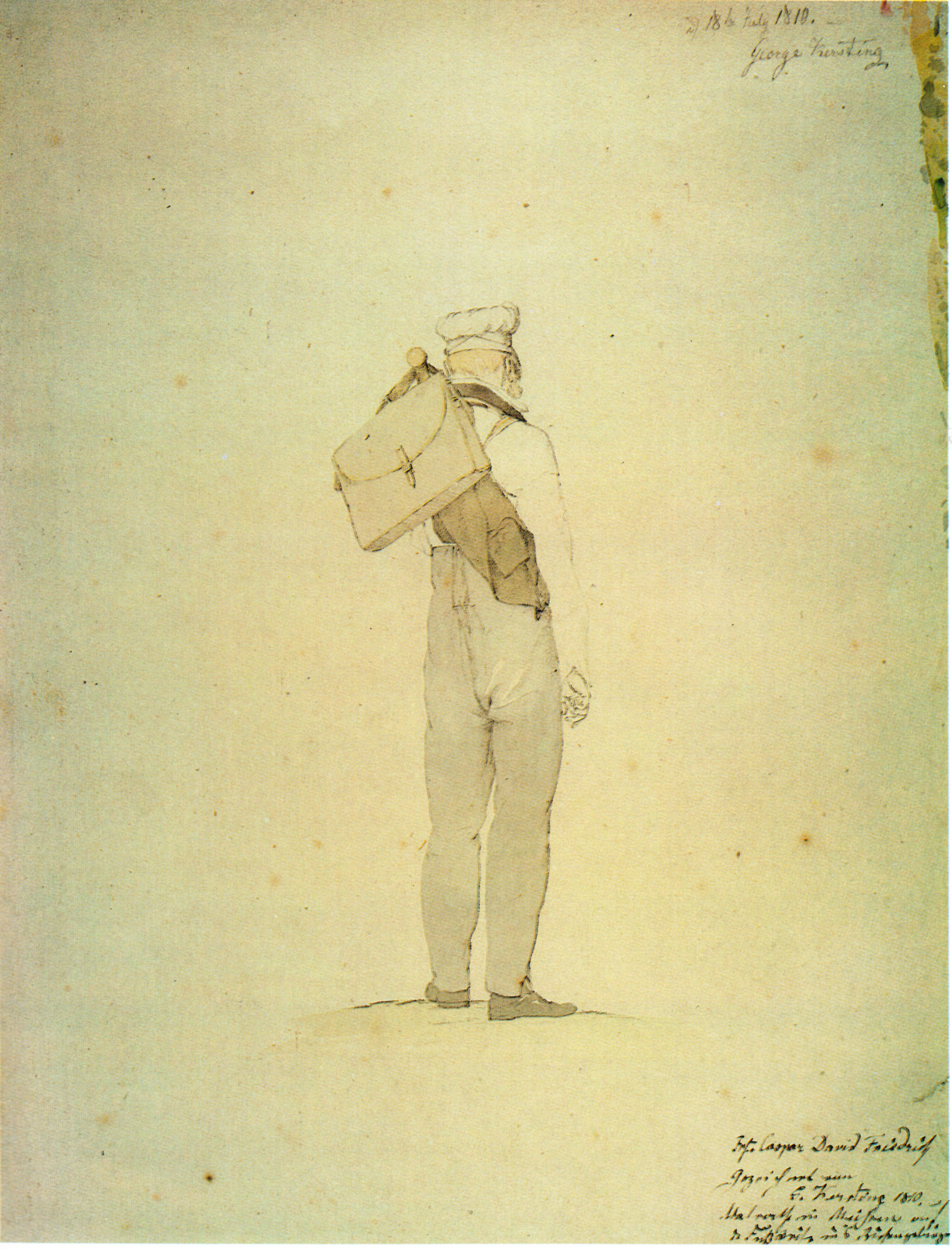
Georg Friedrich Kersting: C. D. Friedrich auf der Wanderung ins Riesengebirge, Bleistiftzeichnung, 1810

Caspar David Friedrich unternahm im Sommer 1810 mit seinem Freund Georg Friedrich Kersting eine Wanderung durch das Riesengebirge. Zwei der unterwegs entstandenen Zeichnungen vom 11. und 17. Juli 1810 sind erhalten, doch auch andere Skizzen werden mit dem Bild in Verbindung gebracht. Das Bild Morgen im Riesengebirge ist nach der Rückkehr Friedrichs in seinem Dresdner Atelier entstanden. Das Nebelmeer ist durchaus mit Friedrichs Meerbildern der Ostsee zu vergleichen. Die glatte Horizontlinie teilt das Bild genau zur Hälfte in die beiden Ebenen Himmel und Erde, die diesem allegorisch überhöhten Landschaftsbild eine unermessliche Weite verleihen. Der Morgennebel der Täler lässt die Berge im gesamten Bild zu einer fast monochromen Fläche verschmelzen, nur die Felsspitze mit dem Gipfelkreuz ist in heller Farbe gemalt. Friedrich folgt in diesem Bild einer individuellen Empfindung, einem Bergerlebnis, nicht der kirchlichen Lehre, die Hinwendung zu Jesus und das Erlebnis der Unermesslichkeit der irdischen Landschaft sind in diesem Bild als gleichwertige Erfahrung dargestellt.
Der Rezensent der Dresdner Akademie-Ausstellung im Jahr 1811 schrieb im Journal des Luxus und der Moden, dass die männliche Gestalt Caspar David selbst, und wie die Frau, von seinem Kollegen Kersting gemalt worden sei. Der Friedrich-Kenner Helmut Börsch-Supan sieht in der Frau keine reale Person, sondern eine Allegorie des Glaubens und der Religiosität. Der Kunstgeschichtler Klaus Lankheit erkennt in dem Bild eine Übereinstimmung mit Friedrich Schleiermacher, nach der die Frau die Geliebte sei, die hinauf zu Gott führe.

## Provenienz und Ausstellung
König Friedrich Wilhelm III. von Preußen erwarb das Gemälde Morgen im Riesengebirge 1812 auf der Dresdner Akademieausstellung für sein Berliner Palais Unter den Linden. Dort hing es bis 1837 und wurde dann ins Neue Palais nach Potsdam gebracht. 1844 bis 1865 gehörte es zur Einrichtung im Schloss Bellevue, später im Wiesbadener Schloss. 1906 war es als Das Kreuz auf der Felsenspitze (Riesengebirge), Katalognummer 536 Teil der Jahrhundertausstellung deutscher Kunst. Nach 1930 kehrte das Bild nach Berlin zurück und hing im Berliner Stadtschloss. 1957 ging es von der Verwaltung der Staatlichen Schlösser und Gärten, Schloss Charlottenburg (Inventarnummer GK I 6911) in den Besitz der Staatliche Museen Preußischer Kulturbesitz (Inventarnummer NG 10/85) über.
Das Bild Morgen im Riesengebirge wurde von 1986 an im Knobelsdorff-Flügel im Schloss Charlottenburg in der damaligen Galerie der Romantik gezeigt, seit 2001 hängt es im Neuen Pavillon im Charlottenburger Schlosspark.

## Weblink
- Seite Bildindex mit Angaben zur Provenienz, den Ausstellungen und zur Literatur